# 葛西一貴
葛西 一貴（かさい かずたか、1955年10月 - ）は、日本の歯科医師・歯学者。日本大学松戸歯学部歯科矯正学講座教授。

## 経歴
1980年に日本大学松戸歯学部卒業、1984年に同大学院修了後、同大学助手、講師を務め、1998年より現職。
1984年、日本大学より歯学博士の学位を取得、論文の題は「顎・顔面頭蓋の成長発育に関する四次元的研究 : ミニブタの下顎骨に対する成長抑制について」。

## 著書
- 葛西一貴 著「III 不正咬合の診断・治療法 41 顎口腔機能検査」、黒﨑紀正、住友雅人、小口春久、飯田順一郎、岡野友宏、古郷幹彦 編『イラストレイテッド・クリニカルデンティストリー4小児歯科疾患・口腔病変・不正咬合』医歯薬出版、2002年6月20日。ISBN 978-4-263-40614-4。 NCID BA5752456X。
- 後藤, 滋巳、葛西, 一貴、三浦, 廣行 ほか 編『混合歯列期の矯正歯科治療』医歯薬出版、2002年10月10日。ISBN 978-4-263-44144-2。 NCID BA60088149。
- 葛西一貴、榎本豊 著「第II編　歯科医療事故の予防と対策 第2章　疾患別診断とインフォームドコンセントの留意点 15．歯列不正」、青柳, 公夫、鈴木, 俊夫、夏目, 長門 編『歯科医療事故予防学』医歯薬出版、2003年6月。ISBN 978-4-263-44154-1。 NCID BA63503779。
- 荻原和彦、葛西一貴『これからの咬合誘導 GPのための審美から機能美への新咬合治療法』学建書院、2003年10月1日。ISBN 978-4762406379。 NCID BA64568077。
- 三浦, 廣行、葛西, 一貴、氷室, 利彦 編『矯正歯科臨床ヒント集』クインテッセンス出版〈カラーアトラス ハンドブック〉、2004年2月10日。ISBN 978-4-87417-792-1。 NCID BA65930668。
- 山口大、今村隆一、小野修一、五関たけみ、榎本豊、斎藤勝彦、高橋治 著、葛西一貴 編『歯科矯正学基礎実習書』（第2版）わかば出版、2006年9月15日。
- 高戸毅、天笠光雄、葛西一貴、古郷幹彦、須佐美隆史、鈴木茂彦、谷口尚、新美成二 編『口と歯の事典』朝倉書店、2008年1月25日。ISBN 978-4-254-30091-8。 NCID BA84629243。
- 相馬, 邦道、飯田, 順一郎、山本, 照子 ほか 編『歯科矯正学』（第5版）医歯薬出版、2008年3月25日。ISBN 978-4-263-45615-6。 NCID BA85814648。
- 金澤英作、葛西一貴 編『歯科に役立つ人類学 進化からさぐる歯科疾患』わかば出版、2010年10月5日。ISBN 978-4898240540。 NCID BB04062973。
- 葛西一貴、近藤信太郎 編『歯科に役立つ遺伝学』わかば出版、2014年10月22日。ISBN 9784898240731。 NCID BB16980113。
- 葛西, 一貴、新井, 一仁、須田, 直人 ほか 編『歯科矯正学』クインテッセンス出版〈新・歯科衛生士教育マニュアル〉、2015年1月10日。ISBN 9784781204130。 NCID BB17575507。

## 所属学会
- 日本歯科医学会
  - 歯科基礎医学会[1]
  - 日本矯正歯科学会[1]
    - 東京矯正歯科学会 理事[5]

  - 日本歯科医学教育学会 常任理事[6]
  - 日本顎関節学会[1]
  - 日本顎変形症学会 評議員[7]
- 日本医学会
  - 日本解剖学会[1]
  - 日本口腔科学会 評議員[8]
- 日本人類学会 評議員[1]
- 日本口蓋裂学会[1]
- 国際歯科研究学会 (International Association for Dental Research)[1]
- 国際矯正歯科医会（World Federation of Orthodontists）[1]
- 口腔保健協会 理事[9]

| 学職                                                            | 学職                                                 | 学職                                       |
| --------------------------------------------------------------- | ---------------------------------------------------- | ------------------------------------------ |
| 先代 山田一尋 第72回 2013年 長野県松本文化会館 松本市総合体育館 | 日本矯正歯科学会大会 大会長 第73回 2014年 幕張メッセ | 次代 石川博之 第74回 2015年 福岡国際会議場 |